# العلاقات اليونانية الرومانية
العلاقات اليونانية الرومانية هي العلاقات الثنائية التي تجمع بين اليونان ورومانيا.

## مقارنة بين البلدين
هذه مقارنة عامة ومرجعية للدولتين:
| وجه المقارنة                                              | اليونان                                                                             | رومانيا                                                                               |
| --------------------------------------------------------- | ----------------------------------------------------------------------------------- | ------------------------------------------------------------------------------------- |
| المساحة (كم2)                                             | 131.96 ألف                                                                          | 238.40 ألف                                                                            |
| عدد السكان (نسمة)                                         | 10.76 مليون                                                                         | 19.59 مليون                                                                           |
| الكثافة السكانية (ن./كم²)                                 | 81.54                                                                               | 82.17                                                                                 |
| العاصمة                                                   | أثينا، نافبليو                                                                      | بوخارست                                                                               |
| اللغة الرسمية                                             | لغة يونانية، Demotic Greek ‏                                                         | اللغة الرومانية                                                                       |
| العملة                                                    | يورو، دراخما، Phoenix (currency) ‏                                                   | ليو روماني                                                                            |
| الناتج المحلي الإجمالي (بليون دولار)                      | 200.29 مليار                                                                        | 211.80 مليار                                                                          |
| الناتج المحلي الإجمالي (تعادل القوة الشرائية) بليون دولار | 285.45 مليار                                                                        | 465.56 مليار                                                                          |
| الناتج المحلي الإجمالي الاسمي للفرد دولار أمريكي          | 18.00 ألف                                                                           | 9.47 ألف                                                                              |
| الناتج المحلي الإجمالي للفرد دولار أمريكي                 | 26.85 ألف                                                                           | 23.63 ألف                                                                             |
| مؤشر التنمية البشرية                                      | 0.865                                                                               | 0.793                                                                                 |
| رمز المكالمات الدولي                                      | +30                                                                                 | +40                                                                                   |
| رمز الإنترنت                                              | .gr                                                                                 | .ro                                                                                   |
| المنطقة الزمنية                                           | توقيت شرق أوروبا، ت ع م+02:00، ت ع م+03:00، توقيت شرق أوروبا الصيفي ‏، أوروبا/أثينا ‏ | ت ع م+02:00، ت ع م+03:00، أوروبا/بوخارست ‏، توقيت شرق أوروبا، توقيت شرق أوروبا الصيفي ‏ |

## مدن متوأمة
في ما يلي قائمة باتفاقيات التوأمة بين مدن يونانية ورومانية:
- ترتبط كوزاني مع ياش باتفاقية توأمة.
- ترتبط إيليو مع تولتشيا باتفاقية توأمة منذ 8 سبتمبر 1999.
- ترتبط ليفكاذا مع بلويشت باتفاقية توأمة.
- ترتبط لافريو مع مانغالايا باتفاقية توأمة.
- ترتبط كورنث مع لوغوج باتفاقية توأمة.
- ترتبط تريكالا مع براشوف باتفاقية توأمة منذ 1998.
- ترتبط بيريستيري مع ياش باتفاقية توأمة.
- ترتبط سلانيك مع كونستانتسا باتفاقية توأمة منذ 1984.
- ترتبط أرغوستولي مع برايلا باتفاقية توأمة.
- ترتبط باتراس مع كرايوفا باتفاقية توأمة منذ 1 سبتمبر 2001.[20][20][20][20]
- ترتبط Assos-Lechaio [الإنجليزية]‏ مع لوغوج باتفاقية توأمة.
- ترتبط ميغارا مع أيو [الإنجليزية]‏ باتفاقية توأمة.
- ترتبط كاتريني مع برايلا باتفاقية توأمة.
- ترتبط أثينا مع بوخارست باتفاقية توأمة منذ 18 سبتمبر 1991.
- ترتبط آغيوس ديمتريوس مع بوزاو باتفاقية توأمة.
- ترتبط بروزة مع سيريت باتفاقية توأمة.
- ترتبط بيرايوس مع غالاتس باتفاقية توأمة منذ 1985.
- ترتبط إيليوبولي مع ياش باتفاقية توأمة منذ 29 سبتمبر 2000.[21]
- ترتبط إيغيو مع ألبا يوليا باتفاقية توأمة منذ 2001.
- ترتبط كاندية مع كونستانتسا باتفاقية توأمة.

## منظمات دولية مشتركة
يشترك البلدان في عضوية مجموعة من المنظمات الدولية، منها:
| علم المنظمة | اسم المنظمة                               | تاريخ انضمام اليونان | تاريخ انضمام رومانيا |
| ----------- | ----------------------------------------- | -------------------- | -------------------- |
|             | المنظمة الأوروبية لسلامة الملاحة الجوية   | 1988                 | 1996                 |
|             | المنظمة الهيدروغرافية الدولية             | ?                    | ?                    |
|             | منظمة الشرطة الجنائية الدولية             | ?                    | ?                    |
|             | الاتحاد البريدي العالمي                   | ?                    | ?                    |
|             | حلف شمال الأطلسي                          | 18 فبراير 1952       | 29 مارس 2004         |
|             | منظمة التجارة العالمية                    | 1995                 | 1995                 |
|             | الفريق المعني برصد الأرض                  | ?                    | ?                    |
|             | مجموعة الموردين النوويين                  | ?                    | ?                    |
|             | مؤسسة التنمية الدولية                     | 9 يناير 1962         | 12 أبريل 2014        |
|             | اتفاقية السماوات المفتوحة                 | ?                    | ?                    |
|             | منظمة الأمن والتعاون في أوروبا            | 25 يونيو 1973        | 25 يونيو 1973        |
|             | مؤسسة التمويل الدولية                     | 26 سبتمبر 1957       | 23 سبتمبر 1990       |
|             | مجلس أوروبا                               | 9 أغسطس 1949         | 7 أكتوبر 1993        |
|             | منظمة حظر الأسلحة الكيميائية              | ?                    | ?                    |
|             | منظمة التعاون الاقتصادي للبحر الأسود      | ?                    | ?                    |
|             | الأمم المتحدة                             | 25 أكتوبر 1945       | 14 ديسمبر 1955       |
|             | الاتحاد الدولي للاتصالات                  | 1866                 | 9 فبراير 1866        |
|             | الاتحاد الأوروبي                          | 1981                 | 2007                 |
|             | البنك الدولي للإنشاء والتعمير             | 27 ديسمبر 1945       | 15 ديسمبر 1972       |
|             | مجموعة أستراليا                           | 1985                 | 1995                 |
|             | المركز الدولي لتسوية المنازعات الاستشارية | 21 مايو 1969         | 12 أكتوبر 1975       |
|             | وكالة الفضاء الأوروبية                    | 9 مارس 2005          | 23 ديسمبر 2011       |
|             | وكالة ضمان الاستثمار متعدد الأطراف        | 30 أغسطس 1993        | 10 سبتمبر 1992       |
|             | يونسكو                                    | 4 نوفمبر 1946        | 27 يوليو 1956        |

## أعلام
هذه قائمة لبعض الشخصيات التي تربطها علاقات بالبلدين:
- أوجين يونسكو (كاتب مسرحي روماني، 26 نوفمبر 1909[30][31][32] – 28 مارس 1994[33][30][32])
- أيون لوكا كاراجياله (1 فبراير 1852 – 2 يونيو 1912[34])
- إيوان مانو (سياسي روماني، 24 يونيو 1803 – 29 نوفمبر 1874)
- جيان كونستانتين (21 أغسطس 1928 – 26 مايو 2010)
- رادو بيلاغان (ممثل روماني، 14 ديسمبر 1918[35] – 20 يوليو 2016[35])
- سورين باراسكيف (لاعب كرة قدم روماني، 17 يونيو 1981 – )
- فاسيلي أليكساندري (17 أغسطس 1821[36][37][38] – 3 سبتمبر 1890[39])
- كونستانتين أنتونياده (16 أغسطس 1880[40][41] – 19 يوليو 1954[40][41])
- ماريا من مانغوب (القرن الخامس عشر – 1477)
- ميخائيل ملك رومانيا (آخر ملوك رومانيا التي تحولت لجمهورية فيما بعد، 25 أكتوبر 1921[42][43][44] – 5 ديسمبر 2017[45][46])
- ميرتشا العجوز (1355 – 31 يناير 1418)

## وصلات خارجية
- موقع وزارة الخارجية اليونانية
- موقع وزارة الخارجية الرومانية